# 音泉 (TBSラジオ)
音泉（おんせん）はTBSラジオ&コミュニケーションズ（TBSラジオ）で2003年度から2005年度まで毎年ナイターシーズンオフに放送されていた番組である。パーソナリティは小林豊とbebe。タイトルは、音の泉と書いて"おんせん"と発音し、温泉＝音泉とも引っ掛けてある。小林がコールするタイトルは"素晴らしい音楽の泉・音泉"。なお、インターネットラジオサイトの音泉とは無関係である。
2005年度は平原綾香がパーソナリティーを務める、『平原綾香 ミュージックガーデン（地方局でも単独番組として裏送りオンエア）』を内包。

## 主な音泉
- 月押し音泉（つきおしおんせん）
  - TBSラジオが毎月推薦する1組のアーティスト、いわゆる「MONTHLY RECOMMENDED ARTIST」を紹介する。
- 歌詞きり音泉（かし(っ)きりおんせん）
  - 毎週アーティストの歌に出てくる「歌詞」にまつわる想い出などを発掘していく。
- 音泉卵（おんせんたまご）
  - ある曲や音楽を1つのテーマに取り上げ、掘り下げるコーナー。このコーナーだけはbebeがタイトルコールする。
- 湧く湧く音泉（わくわくおんせん）
  - その週にデビューするアーティストを紹介しながら、わくわくさせるような音楽情報を届ける。

## 引っ掛けコーナータイトルの元となった言葉と意味
- 「月押し音泉」＝「今月、この温泉をおすすめ」、「いちおしの温泉です」
- 「歌詞きり音泉」＝「貸切温泉」
- 「音泉卵」＝「温泉卵」
- 「湧く湧く音泉」＝「温泉が湧いてくる」、「温泉が湧いてきた」、「わくわくさせる温泉だ」